# Myers Motors

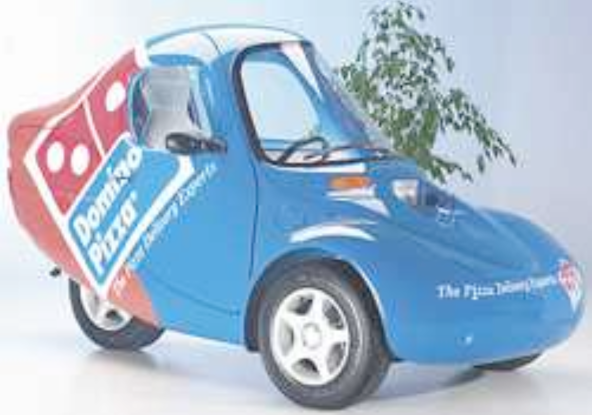
NmG w barwach Domino's Pizza

Myers Motors – amerykański producent elektrycznych mikrosamochodów z siedzibą w Tallmadge działający od 2004 roku. 

## Historia
W sierpniu 2004 roku przedsiębiorstwo Myers Motors powstało poprzez kupno praw do kontynuacji produkcji elektrycznego trójkołowca upadłej firmy Corbin Motors o nazwie Corbin Sparrow. Produkcję tego pojazdu wznowiono dwa lata później, w 2006 roku, nadając mu nową nazwę – Myers NmG, czerpiąc ją od skrótu wyrazów no more gas (ang. nigdy więcej paliwa). Samochód zdobył popularność, znajdując wśród nabywców zarówno osoby prywatne, jak i nabywców flotowych zarówno z grona niewielkich przedsiębiorstw, jak i dużych korporacji.
Po sukcesywnym wdrożeniu trójkołowego NmG do produkcji Myers Motors planowało dalsze poszerzenie swojej oferty modelowej. W 2009 roku firma przedstawiła wizualizacje większego, elektrycznego samochodu trójkołowego nazwanego Myers Duo, jednak nie trafił on do produkcji. Wówczas zapanował dziesięcioletni okres stagnacji, który przerwało przedstawienie nowego projektu elektrycznego mikrosamochodu, tym razem w klasycznej, czterokołowej koncepcji. W trzeciej dekadzie XXI wieku firma planuje wprowadzić przedstawiony w 2019 roku model Myers Tandem.

## Modele samochodów

### Historyczne
- NmG (2005–2011)

### Studyjne
- Myers Duo (2009)
- Myers Tandem (2019)